# George V. Chilingar

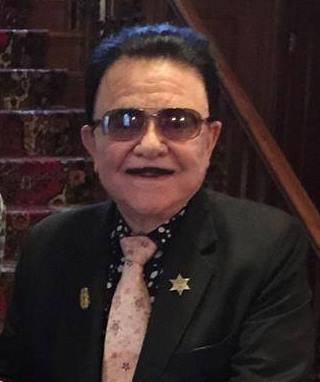

George Varos Chilingar, auch Chilingarian, (*  22. Juli 1929 in  Tiflis; † 9. März 2023) war ein US-amerikanischer Erdölgeologe, Sedimentologe und Professor für Bauingenieurwesen, Erdölingenieurswesen und Erdölgeologie an der University of Southern California (USC).
Chilingar, der armenische Wurzeln hatte, studierte Erdölingenieurwesen an der USC mit dem Bachelorabschluss 1949 und dem Masterabschluss 1950 und wurde dort 1956 in Geologie promoviert. 1954 bis 1956 leitete er das Labor für Erdöl und Chemie auf der Wright-Patterson Air Force Base. Ab 1956 war er Assistant Professor, dann Associate Professor und ab 1970 Professor für Erdölingenieurswesen an der USC. Daneben war er weltweit als Berater aktiv und gründete eigene Firmen um seine Erfindungen auszuwerten.
Chilingar hatte Erfahrungen als Chemiker und entwickelte chemische Methoden in der Ölförderung und Ölsuche. Seine Methode zur Ölsuche aus dem Anteil von Magnesium zu Calcium in Bohrkernen war zum Beispiel bei der Ölsuche im Iran von Erfolg. Er war wesentlich am Aufbau der Offshoreölausbeutung in Thailand beteiligt. Er befasste sich experimentell mit dem Verhalten von Sedimenten unter Druck, insbesondere was deren Porosität und Speicherfähigkeit betrifft.
Chilingar war Herausgeber und Gründer der Zeitschrift Sedimentary Geology. Von ihm stammten eine Reihe von Büchern über Sedimentgeologie und Erdöltechnologie, die vielfach auch ins Russische übersetzt wurden.
Er hatte sehr gute Kontakte nach Russland, war Mitglied der Russischen Akademie der Wissenschaften (ab 1999) und der Armenischen Akademie der Wissenschaften und erhielt hohe Auszeichnungen in Russland, Saudi-Arabien, Thailand, Taiwan, Honduras, El Salvador und Armenien. 1967 bis 1969 und 1978 war er Berater für Erdöltechnologie der UN.
Er starb am 9. März 2023 im Alter von 93 Jahren.